# Valérie Garnier
Pour les articles homonymes, voir Garnier.
Valérie Garnier, née le 9 janvier 1965 à Cholet, est une entraîneuse et ancienne joueuse française de basket-ball, intronisée en 2023 au FIBA Hall of Fame.
Internationale française, elle connaît ensuite une carrière d'entraîneuse, d'abord en club avec Lattes-Montpellier, Le Temple-sur-Lot, Toulouse Métropole Basket, Bourges, elle rejoint en parallèle l'encadrement de l'équipe de France, auprès d'Alain Jardel puis de Pierre Vincent. Elle prend la tête de la sélection d’août 2013 jusqu’aux Jeux olympiques de Tokyo, remportant cinq médailles européennes et une médaille olympique.
Avec le Fenerbahçe Istanbul, elle remporte un deuxième titre continental avec Euroligue en 2024, après une victoire en Eurocoupe en 2016.

## Biographie

### Débuts et carrière de joueuse
Valérie Garnier commence le basket à Jallais, dans le Choletais en Maine-et-Loire où elle accompagne son père entraineur/joueur dans le club du village. La joueuse évolue à l'époque en national 4. Ancienne internationale, elle a remporté trois fois le titre de championne de France avec le Basket Astarac Club Mirande. Alain Jardel la découvre quand il entraîne la sélection cadettes et que Valérie Garnier marque 45 points contre la sienne avec les Pays-de-la-Loire. « Valérie était très adroite. Elle avait une vision de jeu extra et trouvait des angles de passes particuliers », raconte-il. Il la convainc de rejoindre le BAC Mirande, où elle devient comme meneuse le relais de Jardel sur le terrain. Il reste très proche d'elle après la liquidation du club, l'aide à passer son diplôme d'entraîneur et l'engage comme assistante dans les équipes nationales. En décembre 2010, ils s'opposent pour la première fois comme entraîneurs de Tarbes et Toulouse.

### Entraîneuse de Toulouse puis de Bourges
Bien qu'encore sous contrat avec Toulouse, relégué en LF2, elle est approchée puis engagée par Bourges pour remplacer Pierre Vincent. Sa première saison avec son nouveau club se solde par un titre de champion de France, le onzième de l'histoire du club. La succession de Pierre Vincent est discutée après la défaite contre Mondeville au Prado, le quatrième revers tango en Ligue en dix journées : « Je connaissais Valérie, ce n'était pas un coup de tête. Elle sortait d'une saison où elle avait gagné deux matches avec Toulouse. Elle prenait la suite de Pierre Vincent. Mais j'ai toujours assumé ma décision. Je savais qu'elle pouvait correspondre à ce dont avait besoin le club. »
En 2013, elle remporte son second titre de championne en tant que coach de Bourges. Cette même année, elle est nommée chevalier de la Légion d'honneur.
Bourges remporte en 2014 sa huitième coupe de France face à Villeneuve-d'Ascq par 57 points à 48.
Fin janvier 2017, le club de Tango Bourges et Valérie Garnier publient un communiqué commun annonçant la fin de leur collaboration au terme de la saison 2016-2017, marquée par des difficultés en championnat (7 défaites en 16 matchs).

### Expérience à l'étranger en Turquie
Fin mars 2018, elle s'engage avec le club turc du Fenerbahçe SK pour la fin de saison et la suivante en s'assurant de pouvoir rester à la tête de l'équipe de France. Le club est alors troisième du championnat avec 17 victoires en 22 matchs, derrière Yakin Dogu (19v-2d) et Hatay (19v-3d) et une élimination dès les quarts de finale de l'Euroligue féminine contre Sopron. Elle parvient à mener le club au titre national avec des finales remportées trois manches à une face à Yakin Dogu.
L'année suivante, Valérie Garnier permet à son équipe de conserver son titre national et de réaliser le doublé en remportant également la Coupe de Turquie. Cependant, l'élimination prématurée en Euroligue féminine (élimination en quart de finale), pousse les dirigeants stambouliotes à ne pas renouveler son contrat.

### Retour en club
Le 14 décembre 2022, un peu plus d'un an après avoir quitté son poste de sélectionneuse de l'équipe de France féminine, elle fait son retour sur le banc d'une équipe en étant nommée entraîneuse du Tours Métropole Basket, sa première expérience à la tête d'une équipe masculine. Son équipe termine la saison en play-off d'accession.
À la fin du mois d’août 2023, après que Marina Maljković a démissionné de son poste d’entraîneuse du Fenerbahçe SK, le club stambouliote annonce le retour de Valérie Garnier, sous un contrat de deux ans et un en option.
Dès sa première saison avec son nouveau club depuis son retour, elle remporte l'Euroligue, face au club français de Villeneuve-d'Ascq sur le score de 106 à 73
. Une semaine plus tard, elle remporte le championnat de Turquie, en trois manches, 99-76, 85-64, 56-80 face au CBK Mersin, club turc éliminé par Fenerbahçe en demi-finale de l'Euroligue.
Au début de la saison suivante, son équipe qui compte dans son effectif Gabby Williams et Marième Badiane remporte la SuperCoupe d'Europe aux dépens de Besiktas sur le score de 79 à 63.
Après un élimination en demi-finale de la Coupe de Turquie par Mersin puis une défaite en demi-finale du Final Six de l'EuroLigue 2025 contre Prague et malgré une troisième place le Fenerbahçe remercie Valérie Garnier. En moins de deux saisons, elle quitte le club avec six trophées : deux Supercoupe d’Europe, une Coupe de Turquie, un titre de championne de Turquie, une Coupe du Président et le titre 2024 d'Euroligue.

## Équipe de France
Durant l'été 2012, elle retrouve l'équipe de France en devenant l'assistante de Pierre Vincent, la sélection ayant pour objectif l'une des cinq places qualificatives pour les jeux olympiques de Londres attribuées lors du tournoi préolympique disputé à Istanbul. L'objectif est plus qu'atteint puisque la France décroche la médaille d'argent à Londres.
En l’absence de Pierre Vincent retenu par les play-offs avec l'ASVEL Lyon-Villeurbanne, Valérie Garnier dirige l'équipe de lors de certains matches amicaux et entrainements. Elle lui succède à la tête de la sélection française, le 27 août 2013 et atteint les quarts de finale au Mondial 2014.
La France atteint la finale de l'Euro 2015 face à la Serbie (68-76). Elle déclare : « Oui, c’est une vraie déception mais sur le match de ce soir, elles sont plus fortes que nous. On a eu du mal à tenir le un-contre-un, c’était le danger. On a eu du mal à imposer notre force à l’intérieur mais c’est surtout en défense qu’on a péché. Ce soir, elles sont plus fortes que nous mais l’objectif reste le même, c’est d’aller à Rio. (...) Il y a du mental mais il y aussi des choses techniques. A un moment donné, il y a des responsabilités individuelles qui font qu’on se retrouve en face d’une joueuse et qu’il faut la tenir. »
Lors de son assemblée générale en octobre 2016, elle reçoit le Coq d’argent de la Fédération française de basketball. Au printemps 2017, elle conduit l'équipe de France jusqu'à la médaille d'argent peu après une opération pour un cancer du sein.
Début mai 2020, Garnier est confirmée à la tête de l'équipe de France féminine, jusqu'en 2021, après les jeux olympiques de 2020, reportés d'un an, en raison de la pandémie de coronavirus. Les Françaises atteignent les demi-finales où elles sont largement battues par le Japon (87-71) avant de remporter la médaille de bronze sur une victoire face à la Serbie (91-76).
Quelques semaines après la fin de la compétition, elle n'est pas reconduite à la tête de l'équipe de France, la FFBB souhaitant « donner une nouvelle dynamique ». Sous sa direction, l'équipe cumule 101 victoires pour seulement 32 défaites avec un bilan de 5 médailles, mais aussi 4 finales perdues d'affilée aux championnats d'Europe et quelques revers comme l'échec en quarts de finale de la Coupe du Monde 2018 contre la Belgique ou en demi-finale olympique face au Japon. Déçue de ne pas pouvoir préparer les Jeux de 2024, elle explique que dans son bilan, « mon plus grand regret aura été de n'avoir jamais été championne d'Europe avec la sélection ».
Elle est intronisée au FIBA Hall of Fame dans la promotion de 2023.

## Vie privée
Victime d’un cancer du sein en 2017, elle révèle avoir caché sa maladie pendant trois ans : « J’avais peur qu’on me prenne pour une femme faible et qu’on ne me propose plus de travail ». Forte de cette expérience, elle fait partie des contributeurs du livre Rebond. S’entraîner à revivre de Pierre Dantin et Patrice Viens, paru en 2021.
En août 2023, lors de son discours d’intronisation au FIBA Hall of Fame, elle fait son coming out en remerciant sa compagne pour son soutien.

## Carrière

### Carrière de joueuse
Valérie Garnier joue au sein de différents clubs. Son parcours est :
- 1983-1991 :  BAC Mirande (N1A)
- 1991-1993 :  ASPTT Aix-en-Provence (N1A)
- 1993-1994 :  Strasbourg (N1A)

### Carrière d’entraîneuse
Valérie Garnier connait une carrière d’entraîneuse au sein des clubs :
- 1995-2002 :  Carqueiranne (NF3 puis NF2)
- 2002-2005 :  Lattes-Montpellier (LFB)
- 2005-2008 :  Le Temple-sur-Lot (NF1)
- 2008-2011 :  Toulouse Métropole Basket (LFB)
- 2011-2017 :  Tango Bourges Basket (LFB)
- 2018-2019 :  Fenerbahçe SK İstanbul (TKBL)
- 2022-2023 :  Tours Métropole Basket (NM1)
- Depuis 2023 :  Fenerbahçe SK İstanbul (TKBL)

Elle occupe également des postes au sein de la sélection nationale :
- 2004-2006 : entraîneuse assistante de l’équipe de France féminine
- 2012-août 2013 : entraîneuse assistante de l’équipe de France féminine
- août 2013-septembre 2021 : entraîneuse de l’équipe de France féminine

## Palmarès
- Intronisée au FIBA Hall of Fame en 2023[31]

### En tant que joueuse

#### En club
- Championne de France : 1988, 1989 et 1990

### En tant qu’entraîneuse

#### En club
En compétition continentale
- Vainqueuse de l’Euroligue : 2024
- Vainqueuse de la Supercoupe : 2023, 2024
- Vainqueuse de l’Eurocoupe : 2016[36].
- Troisième de l’Euroligue : 2013[37].

En compétition nationale
- Championne de France : 2012, 2013 et 2015
- Vainqueuse de la Coupe de France : 2014 et 2017
- Championne de Turquie : 2018[10], 2019 et 2024.

#### Avec l’équipe de France
- Médaille d'argent au championnat d'Europe 2013 en France (assistant coach)
- Médaille d'argent au championnat d'Europe 2015[24] en Hongrie et Roumanie
- Médaille d'argent au championnat d'Europe 2017 en République tchèque
- Médaille d'argent au championnat d'Europe 2019 en Lettonie et en Serbie
- Médaille d'argent au championnat d'Europe 2021 en France et en Espagne
- Médaille de bronze aux Jeux olympiques d'été de 2020 à Tokyo[38]

## Décorations
- Chevalière de la Légion d'honneur (décret du 12 juillet 2013)[39]
- Officière de la Légion d'honneur (décret du 31 décembre 2021)[40]